# 중동 쿼텟

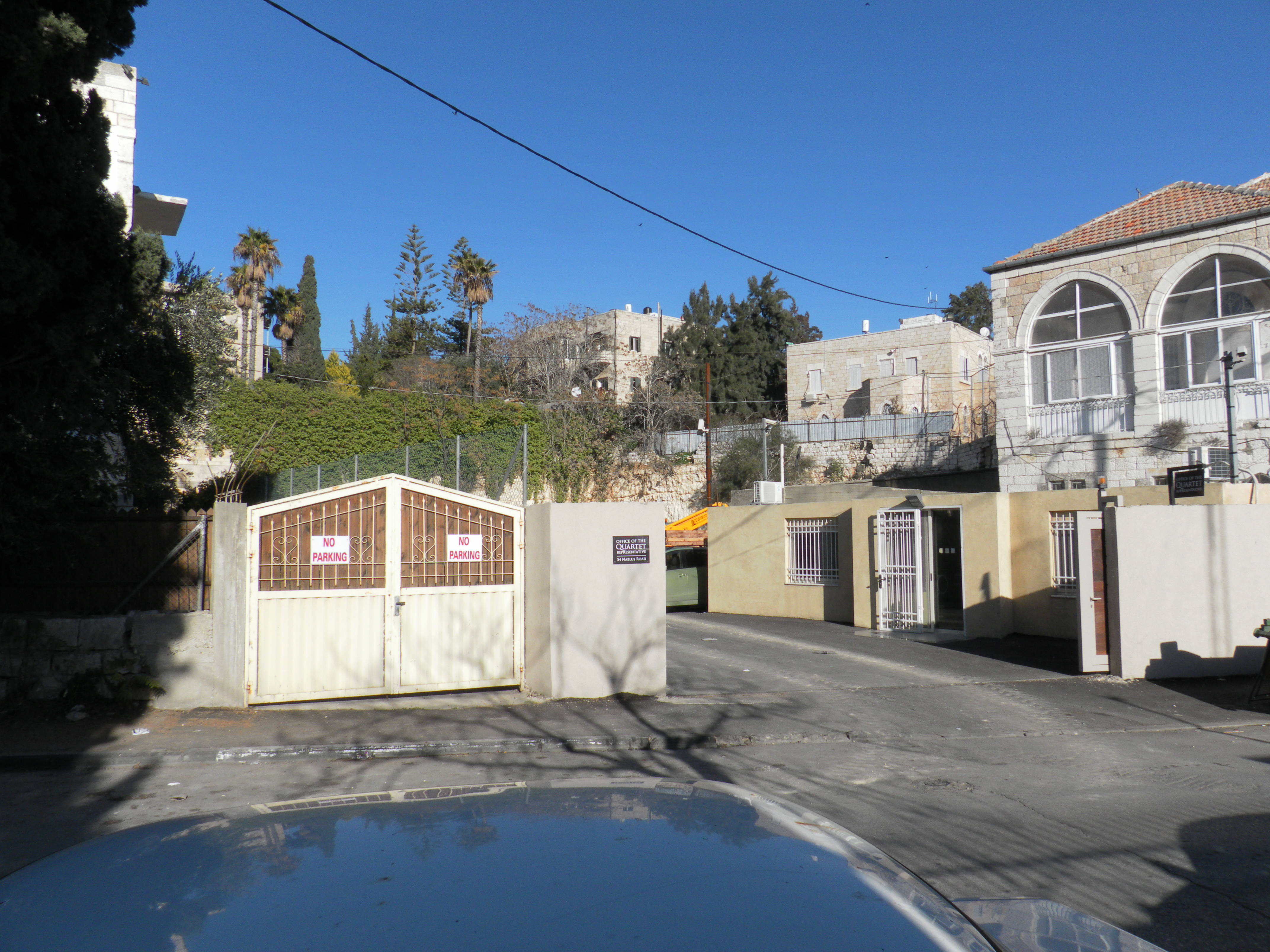
예루살렘의 콰르텟 사무소.

중동에 관한 사중국(Quartet on the Middle East), 중동 콰르텟(Middle East Quartet), 마드리드 콰르텟(Madrid Quartet)은 이스라엘-팔레스타인 평화 협상을 중재하는 데 관여하는 국가 및 국제 기구로, 유엔, 미국, 유럽연합, 러시아로 구성되어 있다. 중동 콰르텟은 중동의 분쟁 증가로 인해, 마드리드 회담의 정신을 이어 2002년 마드리드에서 결성되었다.
2002년 콰르텟은 "팔레스타인 경제 발전을 위한 실재적인 단계를 밟고, 양국 방안의 가능성을 보존하기 위해" 동예루살렘에 사무소를 설립하였다. 사무소는 사법 및 경제적 발전, 이동과 접근성 등, 팔레스타인의 경제적 및 기관적 자율권 보장을 위한 콰르텟의 정책을 추진하는 역할을 한다.
2023년 기준 중동 콰르텟의 특사는 존 N. 클라크이다.

## 역사
중동 콰르텟 계획은 2000년 9월 제2차 인티파다가 발발하며 이어진 휴전 협상이 진전을 보이지 않자 제안되었다. 2001년 10월 25일 유엔, 미국, 유럽연합, 러시아 정부 관계자가 팔레스타인 지도자 야세르 아라파트와 만나, 휴전 협정을 지지하고 팔레스타인 자치 정부 내 치안 개혁을 지지하였으며, 2002년 4월 이스라엘이 팔레스타인 지역으로 침입하자, 네 대표단은 마드리드에서 만나 미국이 제안한 휴전 도입을 촉구하였으며, 4기구 간 협력을 이스라엘-팔레스타인 평화 협상을 돕기 위한 상설 포럼 형태로 변환하자고 합의하였다.

## 특사
2005년 4월, 이스라엘의 가자 지구 철수 당시 과거 세계은행 총재였던 제임스 울펀슨이 특사로 파견되었으나, 이듬해 이슬람 무장 단체 하마스와의 협상과, 팔레스타인 자치 정부의 자금 미지급으로 인한 어려움으로 인해 자진 사퇴하였다.
토니 블레어는 2007년 6월 27일, 영국 수상과 국회의원직을 사퇴하며 동시에 중동 콰르텟의 특사직을 수락했다고 밝혔다. 당초 러시아는 블레어의 특사직 승인을 거부하기도 했으며, 블레어의 대사직 수행 기간 동안 유엔이 경제적 및 보안적인 지원을 하였다. 블레어는 2015년 5월 27일 사임하였다.
2015년 11월부터 2017년 1월까지 네덜란드인 키토 더부르가 특사직을 맡았으며, 2018년 1월 17일에는 존 N. 클라크가 특사직에 임명되었다.

## 평화를 위한 노력
토니 블레어는 특사로 임명된 직후부터 주기적으로 중동을 방문하였다. 2008년 3월에는 이스라엘 지도층과 만나 폭력 사태에 대한 논의를 나누기도 했으며, 이스라엘과 팔레스타인 사업가 간의 만남을 추진했으나 폭력 사태로 인해 연기되었다. 2008년 5월 블레어는 평화의 계곡 계획을 바탕으로 한, 자신의 평화 계획을 발표하였다.
2009년 8월 블레어는 한 인터뷰에서 적절한 조건 하라면 하마스와 헤즈볼라도 평화 협상에 참여시키고, 평화 협상에 종교 지도자가 더 많이 관여한다면, 북아일랜드 분쟁보다 해결하기 쉬워질 것이라고 주장하였다. 2010년 8월 24일 블레어는 이스라엘에게로의 연설에서 팔레스타인 측의, 이스라엘에게 이스라엘 시점에서의 권리를 주지 않으려는, '불법화' 운동을 비판하며, "자기 국가에 적용하지 않을 규칙을 이스라엘 정부에 적용하지 말라"고 발언하면서, 이러한 더블 스탠더드와 편견이 '인류에 대한 모욕'이며 '이를 대항하는 것이 민주주의의 의무'라고 하였다.

2016년 콰르텟은 다음과 같은 보고서를 작성하였다.
서안 지구와 동예루살렘에서의 지속적인 정착촌 건설 및 확장, 토지의 이스라엘 전용 지정, 최근의 높은 철거율 등 팔레스타인 개발 거부 등의 정책은 양국 방안의 실현 가능성을 서서히 지우고 있다. 이는 이스라엘의 장기적 의도에 대한 합당한 의문을 불러일으키며, 팔레스타인 국가가 없어야 한다는 이스라엘 일부 장관의 발언도 복합적으로 작용한다. 사실상 팔레스타인 민간 정부에게 권력과 책임을 넘겨 주는 절차는 실질적으로 정지되었다.
 보고서에서는 이 이외에도 이스라엘에게 정착촌 정책을 중단할 것과, 팔레스타인에게 폭력 선동을 중단할 것을 촉구하는 내용이 담겼다. 2016년 12월 채택된 유엔 안전 보장 이사회 결의안 제2334호는 콰르텟의 보고서를 기초로 작성되었다.
2018년 9월 마흐무드 압바스는 유엔 총회에서의 연설에서, 도널드 트럼프 대통령의 팔레스타인 정책이 '국제법에 대한 공격'이며, 미국이 '너무 이스라엘에 편중되어 있다'고 비판하며, 콰르텟의 다른 회원국을 통해서도 회담을 중개할 수 있다고 발언하였다. 이후 압바스는 2020년 2월 11일 유엔 안전 보장 이사회 회담에서 관련 발언을 반복하였으며, 같은 해 9월 25일에는 2021년 초 전반적인 평화 협상을 위한 국제 회담을 열자고 주장하였다. 유엔은 2020년 9월까지도 콰르텟 회원국에게 관련 회담을 열자는 총의를 모으지 못했다.
2021년 2월 15일 콰르텟 대사들은 비대면으로 만나, 콰르텟 활동을 위해 정기적으로 만나자고 합의하였다. 같은 해 3월 21일 콰르텟은 이스라엘과 팔레스타인 간 '의미 있는 협상'을 부활시킬 방안에 대해 논의하였으며, 양 측 모두 "양국 방안 달성을 더 어렵게 만드는 일방적인 조치를 삼갈 것"을 촉구했다.

## 대표단
2023년 기준 중동 콰르텟의 대사단은 다음과 같다.
- 특사 존 N. 클라크
- 유럽 연합 외교 문제·안보 정책 고위대표 주제프 보렐
- 러시아 외무부 장관 세르게이 라브로프
- 유엔 중동 평화 협상 특수조정자 토르 웨네스랜드
- 미국 국무장관 앤터니 블링컨

## 비판 및 결점
중동 콰르텟은 공식적으로 평화 협상을 촉구하는 데 역할이 크지만, 콰르텟의 입장 발표는 거의 과거 발표를 반복하는 것에 불과했으며, 콰르텟 회담에 따라 이스라엘이나 팔레스타인의 정책이 크게 바뀐 적도 없다. 2012년 토니 블레어가 콰르텟 대사직을 맡고 있을 때, 팔레스타인 정부는, "토니 블레어에게 악감정을 가진 것은 아니지만, 예루살렘 사무실은 짐 싸서 집에 가야 한다"며, 콰르텟의 역할을 '쓸모없다'고 강하게 비판하였다.
2012년 2월 중동 정책 센터는 다음과 같은 발표를 남겼다.
콰르텟은 지난 10년 간 평화 협상에서 거의 관여하는 모습을 보여주지 않았다. (중략) 최근 3년 간은 거의 마비 상태로 지냈으며, 2011년 9월 팔레스타인의 유엔 회원 가입 신청을 만류하는 것도 실패하며, 콰르텟은 결국 자신의 유용성의 한계에 다다랐다. (중략) 현재의 방법은 구식이며, 작동도 안 하고, 개혁을 위한 신뢰조차 잃었다. 미국, 유럽연합, 유엔, 러시아는 콰르텟을 '재가동'시키기 위한 헛된 시도 대신, 단순히 현재의 방법이 조용히 사라지게끔 해야 한다.

## 회기
콰르텟 회담은 다음 날짜에 개최되었었다.
- 2002년 5월 2일
- 2002년 7월 16일a
- 2002년 9월 17일
- 2002년 12월 20일
- 2003년 2월19일
- 2003년 6월 22일
- 2003년 9월 26일
- 2003년 12월 11일
- 2004년 5월 4일
- 2004년 7월 7~8일
- 2004년 9월 22일
- 2005년 3월 1일
- 2005년 4월 14일
- 2005년 5월 9일
- 2005년 6월 23일
- 2005년 9월 20일
- 2005년 10월 28일
- 2005년 12월 5일
- 2006년 1월 26일
- 2006년 3월 30일
- 2006년 5월 9일
- 2006년 6월 17일
- 2006년 9월 20일
- 2006년 11월 15일
- 2006년 12월 22일
- 2007년 2월 2일
- 2007년 2월 21일
- 2007년 3월 21일
- 2007년 5월 30일
- 2007년 6월 27일
- 2007년 7월 20일
- 2007년 9월 23일
- 2007년 11월 26일
- 2007년 12월 18일
- 2008년 5월 2일
- 2008년 6월 24일
- 2008년 9월 26일
- 2008년 11월 9일
- 2009년 6월 26일
- 2009년 9월 24일
- 2010년 3월 19일
- 2010년 5월 11일
- 2010년 6월 21일
- 2010년 8월 20일
- 2011년 5월 20일
- 2011년 7월 11일b
- 2011년 8월 16일c
- 2011년 9월 23일d
- 2011년 10월 9일e
- 2011년 10월 26일f
- 2011년 12월 14일
- 2012년 1월 3일
- 2012년 3월 12일
- 2012년 4월 11일
- 2013년 7월 30일
- 2013년 9월 27일
- 2015년 1월 26일
- 2015년 2월 8일
- 2015년 5월 27일
- 2015년 9월 9일
- 2015년 9월 30일
- 2015년 10월 23일
- 2015년 12월 16~17일
- 2016년 2월 8~9일
- 2016년 3월 28일
- 2016년 7월 1일g
- 2016년 9월 23일
- 2017년 7월 13일[34]
- 2017년 7월 22일[35]
- 2017년 9월 28일[36]
- 2018년 9월 26일[37]
- 2020년 12월 23일[38]
- 2021년 2월 15일[38]
- 2021년 3월 23일[39]

- a  양국 방안을 위한 로드맵 발표.
- b  양 측의 협상 재개 방안을 찾기 위해 소집, 특별한 성과 없이 종료.
- c  아리엘과 동예루살렘에서의 정착촌 확장 비판.[40]
- d  이스라엘 정부와 팔레스타인 자치 정부 간 협상 재개 일정 발표, 2012년 말까지 협상을 마칠 것을 촉구.[41]
- e  당사자들에게 협상을 재개할 것을 촉구.[42]
- f  예루살렘에서 이스라엘과 팔레스타인의 협상.
- g  이스라엘의 정착 정책을 멈추고 팔레스타인의 폭력 선동을 중단할 것을 촉구하는, 앞으로 나아갈 방법에 대한 권고가 제시된 보고서 발표.[43]

## 같이 보기
- 중동 평화 로드맵